# フロンティアーズ・レコード
フロンティアーズ・レコード（Frontiers Records）は、イタリアのレコード・レーベルで、主にハードロックを手がけている。1996年にセラフィノ・ペルジーノ (Serafino Perugino)によって設立され、イタリアのナポリを拠点としている。

## 略歴
1996年にセラフィノ・ペルジーノは、クラシック・ロックの分野で多数のアーティストに関するイタリアのディストリビューターとして音楽業界で働き始め、この分野における優れた才能として評判を得た。1998年、その評判が、彼にフロンティアーズ・レコードを開始する資格を与えたといえるだろう。この新レーベルでの最初のリリースは、イギリスのハードロック・グループ、テンによる2枚組ライブ・アルバム『ネヴァー・セイ・グッバイ』であった。
このジャンルの新しいアーティストをマネージメントするためのフロンティアーズ・レコードの取り組みに加えて、レーベルのリストには、リトル・リヴァー・バンド、ジェフ・リン、ウィンガー、スティクス、TOTO、イエス、ジョー・リン・ターナー、ジャーニー、サンダー、サバイバー、グレン・ヒューズ、ハウス・オブ・ローズ、クラッシュフォーティー、ハードライン、ジェフ・スコット・ソート、ホワイトスネイク、ボストン、FMなどの有名なバンドやアーティストが含まれている。
2010年12月、フロンティアーズ・レコードはEMIミュージックとのアメリカおよびカナダにおける販売契約を結び、2011年1月から有効になった。ユニバーサル ミュージック グループ（UMG）がEMIを買収した後、UMG傘下の企業であるキャロラインがアメリカでの販売を開始した。2017年1月からは、ソニー・ミュージックまたはその独立レーベルのディストリビューターであるREDミュージックが、アメリカ、カナダ、オーストラリア、ニュージーランドなどいくつかの主要市場でフロンティアーズ・レコードから出された作品のリリースを配給し始めた。キャロライン・ディストリビューションはイギリスにおけるディストリビューションを続けているが、世界の他の地域では、独立系レーベルがフロンティアーズ・レコードのリリースを配給している。ギリシャでの独占配給は、Infinity Entertainment IKEが行っている。
イタリアの音楽プロデューサー、歌手、キーボード奏者、ソングライター、ミキシング・エンジニアのアレッサンドロ・デル・ヴェッキオは、レーベルの社内プロデューサーとして働いている。
2018年、レーベルはマルチプラチナ・レコーディング・アーティストであるクワイエット・ライオットをアーティストのリストに追加した。

## アーティスト
- 7マンス (7 Months)
- アクション (Action)
- エアレース (Airrace)
- アラン・パーソンズ (Alan Parsons)
- アレン・ランデ (Allen/Lande)
- アンビション (Ambition)
- アメリカン・ティアーズ (American Tears)
- アミュニション (Ammunition)
- アニマル・ドライヴ (Animal Drive)
- アネット・オルゾン (Anette Olzon)
- エイジア (Asia)
- オーラズ (Auras)
- アヴァロン (Avalon)
- バッド・ハビット (Bad Habit)
- バッド・ムーン・ライジング (Bad Moon Rising)
- バランス (Balance)
- ベイリー (Bailey)
- ベガーズ&シーヴス (Beggars & Thieves)
- ベネディクタム (Benedictum)
- ビヨンド・ザ・ブリッジ (Beyond The Bridge)
- ビッグフット (Bigfoot)
- ビリー・シャーウッド (Billy Sherwood)
- ブラック・アンド・ブルー (Black 'n Blue)
- ブラックウッド・クリーク (Blackwood Creek)
- ブランク・フェイセズ (Blanc Faces)
- ブラッド・レッド・セインツ (Blood Red Saints)
- ブルー・オイスター・カルト (Blue Öyster Cult)
- ボンラッド (Bonrud)
- バウズ&モーリー (Bowes & Morley)
- ボブ・カトレイ (Bob Catley)
- ボストン (Boston)
- ボージャス・ピッグス (Bourgeois Pigs)
- ブレイズン・アボット (Brazen Abbot)
- ブライアン・ハウ (Brian Howe)
- ブルース・キューリック (Bruce Kulick)
- バーニング・レイン (Burning Rain)
- ケインズ・オファリング (Cain's Offering)
- シンデレラ (Cinderella)
- サーカス・マキシマス (Circus Maximus)
- ザ・コデックス (The Codex)
- コンスタンシア (Constancia)
- コスモ (Cosmo)
- クラッシュダイエット (Crashdïet)
- クラッシュ・ザ・システム (Crash The System)
- クレイジー・リックス (Crazy Lixx)
- クレイ (Creye)
- クラウン・オブ・ソーンズ (Crown of Thorns)
- クラッシュフォーティー (Crush 40)
- デンジャー・デンジャー (Danger Danger)
- ダニエレ・リヴェラーニ (Daniele Liverani)
- ダニー・ヴォーン (Danny Vaughn)
- ダリオ・モロ/トニー・マーティン (Dario Mollo / Tony Martin)
- ザ・ダーク・エレメント (The Dark Element)
- ダーク・ルナシー (Dark Lunacy)
- デヴィッド・リードマン (David Readman)
- デフ・レパード (Def Leppard) (EU)
- ザ・デファイアンツ (The Defiants)
- デ・ラ・クルーズ (De La Cruz)
- ダイアモンド・ドーン (Diamond Dawn)
- ドッケン (Dokken)
- ドリーム・チャイルド (Dream Child)
- デュークス・オブ・ジ・オリエント (Dukes of the Orient)
- エクリプス (Eclipse)
- エッジ・オブ・パラダイス (Edge of Paradise)
- エメラルド・レイン (Emerald Rain)
- エンプティ・トレマー (Empty Tremor)
- ジ・エンド・マシーン (The End Machine)
- イナフ・ズナフ (Enuff Z'nuff)
- イーヴル・マスカレード (Evil Masquerade)
- エクストリーム (Extreme)
- フェア・ウォーニング (Fair Warning)
- ファースト・シグナル (First Signal)
- FM (FM)
- フォーティー・デュース (Forty Deuce)
- フレデリクセン/デナンダー (Frederiksen / Denander)
- フロム・ジ・インサイド (From the Inside) (ダニー・ヴォーン)
- フューリオン (Furyon)
- ジーニアス (Genius)
- ジーン・ザ・ウェアウルフ (Gene The Werewolf)
- ジャイアント (Giant)
- ガールスクール (Girlschool)
- ギウンティーニ・プロジェクト (Giuntini Project)
- グレン・ヒューズ (Glenn Hughes)
- グレイト・ホワイト (Great White)
- ハードライン (Hardline)
- ハーレム・スキャーレム (Harem Scarem)
- アリー・ヘス (Hess)
- ハネムーン・スイート (Honeymoon Suite)
- ハウス・オブ・ローズ (House of Lords)
- ハワード・リース (Howard Leese)
- ハートスマイル (Hurtsmile)
- イリュージョン・フォース（Illusion Force）
- インペリテリ (Impellitteri)
- イングロリアス (Inglorious)
- イッサ (Issa)
- ジャック・ブレイズ (Jack Blades)
- ジャック・ラッセルズ・グレイト・ホワイト (Jack Russell's Great White)
- ジェイデッド・ハート (Jaded Heart)
- ジェイミー・カイル (Jaime Kyle)
- ジェイムズ・クリスチャン (James Christian)
- ジョン・ボーヴォワー (Jean Beauvoir)
- ジェフ・リン (Jeff Lynne)
- ジェフ・スコット・ソート (Jeff Scott Soto) (JSS)
- ジム・ピートリック (Jim Peterik)
- ジミ・ジェイミソン (Jimi Jamison)
- ジョー・リン・ターナー (Joe Lynn Turner)
- ジョン・エレファンテ (John Elefante)
- ジョン・ウェイト (John Waite)
- ジョン・ウェスト (John West)
- ジョン・ウェットン (John Wetton)
- ヨルン・ランデ (Jorn)
- ジャーニー (Journey) (EU)
- キール (Keel)
- キー・オヴ・ハーツ (Kee of Hearts)
- ケリー・ケイギー (Kelly Keagy)
- キメラ (Khymera)
- キング・コブラ (King Kobra)
- キングダム・カム (Kingdom Come)
- キップ・ウィンガー (Kip Winger)
- キスク・サマーヴィル (Kiske/Somerville)
- KXM (KXM)
- L.A.ガンズ (L.A. Guns)
- ラビリンス (Labyrinth)
- ラナ・レーン (Lana Lane)
- レナ・クールマー (Lenna Kuurmaa)
- レベル10 (Level 10)
- ローズ・オブ・ブラック (Lords of Black)
- リヴェレイジ (Leverage)
- ライオンズハート (Lionsheart)
- リトル・リヴァー・バンド (Little River Band)
- ロサンゼルス (Los Angeles)
- ルー・グラム・バンド (Lou Gramm Band) (EU)
- ルナティカ (Lunatica)
- リンチ・モブ (Lynch Mob)
- ザ・マグニフィセント (The Magnificent)
- マグナス・カールソンズ・フリー・フォール (Magnus Karlsson's Free Fall)
- マステドン (Mastedon)
- メッカ (Mecca)
- メルドラム  (Meldrum)
- メロディカ (Melodica)
- ザ・マーキュリー・トレイン (The Mercury Train)
- マイケル・キスク (Michael Kiske)
- マイケル・センベロ (Michael Sembello)
- マイケル・トンプソン・バンド (Michael Thompson Band)
- マイク・トランプ (Mike Tramp)
- ミレニアム (Millenium)
- マインド・キー (Mind Key)
- ザ・モブ (The Mob)
- MR. BIG
- ザ・マーダー・オヴ・マイ・スウィート (The Murder of My Sweet)
- ニール・モーズ (Neal Morse)
- ネルソン (Nelson)
- ナイト・レンジャー (Night Ranger)
- ノルディック・ユニオン (Nordic Union)
- ノルウェー (Norway)
- オリヴァー・ハートマン (Oliver Hartmann)
- オン・ザ・ライズ (On the Rise)
- ワン・ディザイア (One Desire)
- オペレーション:マインドクライム (Operation: Mindcrime)
- アウトラウド (Outloud)
- パレス (Palace)
- パトスレイ (Pathosray)
- ファントム 5 (Phantom V)
- フィリップ・バードウェル (Philip Bardowell)
- ピンク・クリーム69 (Pink Cream 69)
- プラス・ヴァンドーム (Place Vendome)
- プレイシズ・オブ・パワー (Places of Power)
- プレイテンズ (Platens)
- プレイヤー (Player)
- プードルズ (The Poodles)
- プレイング・マンティス (Praying Mantis)
- プリティ・メイズ (Pretty Maids)
- プライド・オブ・ライオンズ (Pride of Lions)
- プライマル・フィア (Primal Fear)
- プライム・サスペクト (Prime Suspect)
- プライム・タイム (Prime Time)
- Q5 (Q5)
- レイヴンアイ (RavenEye)
- レイテッド・エックス (Rated X)
- レザレクション・キングス (Resurrection Kings)
- リヴァーティゴ (Revertigo)
- レヴォリューション・セインツ (Revolution Saints)
- リチャード・マークス (Richard Marx)
- リッチー・コッツェン (Richie Kotzen)
- リック・スプリングフィールド (Rick Springfield)
- リング・オブ・ファイア (Ring of Fire)
- ロビン・ベック (Robin Beck)
- ロイヤル・ハント (Royal Hunt)
- セイント・ディーモン (Saint Deamon)
- ラルフ・シーパース (Scheepers)
- セバスチャン・バック (Sebastian Bach)
- セヴンス・キー (Seventh Key)
- セヴンス・ワンダー (Seventh Wonder)
- セヴン・スパイアーズ (Seven Spires)
- セヴン・ティアーズ (Seven Tears)
- シャーク・アイランド (Shark Island)
- シューティング・スター (Shooting Star)
- サイレント・レイジ (Silent Rage)
- サイレント・フォース (Silent Force)
- スキン・タッグ (Skin Tag)
- スラヴ・シマニック (Slav Simanic)
- ソニック・ステイション (Sonic Station)
- ソウル・ドクター (Soul Doctor)
- ソウル・サーカス (Soul SirkUS)
- スピン・ギャラリー (Spin Gallery)
- スプレッド・イーグル (Spread Eagle)
- スタン・ブッシュ (Stan Bush)
- スターブレイカー (Starbreaker)
- スティーヴ・ルカサー (Steve Lukather)
- ストレンジウェイズ (Strangeways)
- ストリート・リーガル (Street Legal)
- ストライパー (Stryper)
- スティクス (Styx)
- スウィート&リンチ (Sweet & Lynch)
- サンストーム (Sunstorm)
- サバイバー (Survivor)
- TMG (Tak Matsumoto Group)[4]
- タリスマン (Talisman)
- トール・ストーリーズ (Tall Stories)
- テッド・ニュージェント (Ted Nugent)
- テッド・ポーリー (Ted Poley)
- テン (Ten)
- テラ・ノヴァ (Terra Nova)
- テリー・ブロック (Terry Brock)
- テスラ (Tesla)
- サンダー (Thunder)
- ティモ・トルキ (Timo Tolkki)
- TNT (TNT)
- トーキョー・モーター・フィスト (Tokyo Motor Fist)
- トミー・ファンダーバーク (Tommy Funderburk)
- トミー・ハーネル&ザ・マーキュリー・トレイン (Tony Harnell & The Mercury Train)
- トニー・オホーラ (Tony O'Hora)
- TOTO (Toto)
- タッチ (Touch)
- トリート (Treat)
- トライアンフ (Triumph)
- トリリアム (Trillium)
- トリクスター (Trixter)
- ザ・トロフィー (The Trophy)
- タイケット (Tyketto)
- トゥー・ファイアーズ (Two Fires)
- アンルーリー・チャイルド (Unruly Child)
- ユーライア・ヒープ (Uriah Heep)
- ヴァレンタイン (Valentine)
- ヴァンデン・プラス (Vanden Plas)
- ヴェガ (VEGA)
- ヴァーティゴ (Vertigo)
- ヴィンス・ニール (Vince Neil)
- ヴィジョン・ディヴァイン (Vision Divine)
- ヴィクセン (Vixen)
- ヴードゥー・サークル (Voodoo Circle)
- ヴードゥー・ヒル (Voodoo Hill)
- ウォレント (Warrant)
- ウェイワード・サンズ (Wayward Sons)
- W.E.T. (W.E.T.)
- ウェットン/ダウンズ (Wetton/Downes)
- ホワイト・ライオン (White Lion)
- ホワイト・スカル (White Skull)
- ホワイトスネイク (Whitesnake)
- ウィグワム (Wig Wam)
- ウィンガー (Winger)
- ワーク・オブ・アート (Work of Art)
- ワールド・トレイド (World Trade)
- X-ドライヴ (X-Drive)
- エックスオリジン (Xorigin)
- Y&T (Y&T)
- イエス (Yes)
- YOSO (Yoso)
- ジーオン (Zion)